# Сюнчелей, Сагит Хамидуллович
Сагит Сюнчелей (тат. Сәгыйть Сүнчәләй, Сагит Хамидуллович Сюнчелей, тат. Сәгыйть Хәмидулла улы Сүнчәләй; 1888 или 2 августа 1889, Старый Мостяк, Саратовская губерния — 27 октября 1937, Сандармох, Карельская АССР) — татарский поэт, переводчик и общественный деятель начала XX века, а также близкий друг Габдуллы Тукая и брат Шарифа Сюнчелея.
Известен своими переводами Пушкина, Лермонтова, Крылова, Толстого, Тургенева и других на татарский язык.

## Биография

### Юношество
Родился в 1888 году или 2 августа 1889 в деревне Старый Мостяк Хвалынского уезда (ныне — в Старокулаткинском районе Ульяновской области). Начавшийся в 1891 году голод вынудил семью перебраться в Астрахань. В 1904 году окончил медресе «Ваххабия», после чего до 1906 года преподавал в медресе при мечети «Ак мәчет». В 1907 году переехал в Казань, продолжил образование в медресе Шакирзяна Хамидуллина; в августе того же года поступил в Казанскую татарскую учительскую школу. Однако тяжелое материальное положение семьи не дало возможности получить образование, и в апреле 1909 года он вместе с братом Шарифом (закончившим к тому времени курс обучения в школе) уехал в деревню Сараши Бардымского уезда Пермской губернии, где работал учителем в четырехлетней земской русско-татарской школе.

### Творчество
Путь в большую литературу Сюнчелей начал именно в этот период. Известно, что его переводы «Кавказского пленника» Л. Н. Толстого, башкирской легенды в его пересказе «Күл — күз яше» (рус. «Озеро слез») были изданы небольшими книжечками в 1908 году. Лирические стихотворения сарашского периода публиковались в газетах и журналах, выходивших в Астрахани, Казани, Оренбурге, Петербурге, Томске, Уфе и других городах России.
В этот период начал общаться с Габдуллой Тукаем, который оказал большое влияние на Сагита. Известно, что они часто обменивались письмами. Тукай поддерживал и развивал творчество Сагита, а также посоветовал заниматься переводами, после чего помог с выпуском перевода Сюнчелея поэмы Джорджа Байрона «Шильонский узник». В этот период перевёл также поэму Генриха Гейне «Альмансор», которая была расценена цензурным комитетом Казанской губернии как одна из форм «пропаганды панисламизма среди татар».
```
  В 1913 году открыл русско-татарскую школу в селе 
Большой Сардек
 (Зур Сәрдек). В 1915 году был обвинен в распространении панисламистских листовок и вынужден был уехать в Уфу.
```

Расцвет творчества приходится на 1910—1914 годы. За это время им опубликовано свыше 250 оригинальных стихотворений — лирически-проникновенных, романтически-приподнятых.
В 1913 году издан первый поэтический сборник «Сәгыйть Сүнчәләй шигырьләре» (рус. «Стихи Сагита Сюнчелея»).
В дореволюционные годы Сюнчелей перевёл на татарский язык многие стихи таких русских поэтов, как Пушкин, Жуковский, Крылов, Лермонтов, Некрасов, Никитин, Майков, Надсон, Блок, Бальмонт; а также прозу Толстого, Тургенева, Гюго и других.
Некоторое время после смерти Тукая Сюнчелея называли его правопреемником и одним из трёх классиков татарской литературы — наряду с Галиасгаром Камалом в драматургии и Фатихом Амирханом в прозе.
В предреволюционные годы, а также в период Октябрьской революции и гражданской войны в творчестве Сюнчелея произошёл переход от «абстрактного гуманизма», «просветительских и общедемократических иллюзий» к «подлинной революционности» и «пролетарской идеологии».
В 1915 году Сагит переехал в Уфу, где работал заведующим отделом татарской книги городской библиотеки, сотрудничал с газетами «Авыл вели», «Кункуреш», журналом «Кармак». Когда он вступил во Всероссийскую коммунистическую партию (большевиков) в 1919 году, его жизнь приняла социальный и политический оборот. В 1918—1919 годах огромным тиражом был издан сборник «Революционные стихи», а отдельные стихи («Восстание», «Завещание», «На войну», перевод «Марсельезы») издавались в виде прокламаций и распространялись среди воинов-мусульман, отправляемых на фронт.

### Репрессии
В 1923—1926 годах он служил членом коллегии и заведующим художественным отделом в Наркомате просвещения БАССР. В 1926 году его вызвали в Москву для работы в Народном комиссариате иностранных дел. В том же году направили переводчиком в составе советского генерального консульства сначала в Сирию, а затем в Турцию.
В начале 1926 года Сагит Сюнчелей был исключен из партии как «активный султангалиевец», но затем комиссия ЦК разобралась в ситуации, ограничилась предупреждением и вновь приняла его в ряды ВКП(б). В то же время он согласился сотрудничать с Единым управлением государственной безопасности, чтобы информировать чекистов о мнениях других татарских интеллигентов. Первый раз Сагита Сюнчелея арестовали 1 июня 1927 года. Ему предъявили обвинение в «контрреволюционной деятельности» по 58 статье УК РСФСР. Ордер на обыск и арест был выписан на следующий день. Поводом для ареста явилось то, что Сюнчелей, находясь в Стамбуле, встретился с «одним из лидеров татарской буржуазной эмиграции», «ярым антисоветчиком» и «одним из организаторов басмаческого движения» Заки Валидовым. Вернувшись в Союз, Сюнчелей послал ему по его просьбе татарские и башкирские книги и журналы, то есть «поддерживал связь».
После чего его наняли работать секретным сотрудником (агентом) в ГПУ, чтобы с его помощью арестовать Султан-Галиева в 1928 году. Когда Сюнчелей говорил с другими сотрудниками на «скользкие темы», как они либо тут же замолкали, либо принимались дружно превозносить «мудрого вождя и учителя». Сюнчелей в своих отчётах писал общими, ничего не говорящими характеристиками вроде того, что Султан-Галиев — «болтун с бородкой» и просто «хвастун» (он часто хвастался своей былой дружбой с Лениным и Сталиным). Уфимские чекисты не давали Сагиту покоя и уличали в недобросовестности, якобы, он пытается утаить от «органов» самое главное. В конце концов Сюленчея прямо обвинили «в бездеятельности, как агента-осведомителя» и привлекли за это к ответственности.
28 февраля 1929 года его вызвали в Уфимское ГПУ и арестовали по 95-й статье УК РСФСР «за дачу ложных показаний», то есть попытку обмана «органов». При этом аресте у него нашли 80 долларов США, оставшихся после работы за границей. После этого с ним обращались как с «политическим двурушником», «агентом империализма», «закоренелым врагом партии и Советской власти». Дело Сюнчелея, как и других «султангалиевцев», слушалось на закрытом заседании Судебной коллегии ОГПУ без привлечения сторон (то есть без адвокатов) и вызова свидетелей). Приговором по статье была высшая мера наказания — расстрел.
С 1929 года творчество Сюнчелея было под запретом: из библиотек изъяли сборники его стихов и переводов, запрещено официальное исполнение партийного гимна в его переводе (хотя неофициально его долго ещё продолжали петь).
Полгода Сагит провёл в одиночной камере смертников, ожидая исполнения приговора, но в это же время подал апелляцию. 13 января 1931 года коллегия ОГПУ, рассмотрев апелляцию, заменила расстрел «десятью годами заключения в концлагере». Поэта вместе с другими «султангалиевцами» отправили в Соловецкий лагерь особого назначения (СЛОН), откуда мало кто возвращался живым. Во время отбывания наказания Сюнчелей писал письма родственникам и надеялся на скорое освобождение.

### Смерть
9 октября 1937 года «тройка» УНКВД Ленинградской области пересмотрела дела всех оставшихся в живых «султангалиевцев» и приговорила всех заочно к «высшей мере наказания», то есть расстрелу. Приговор предписывалось привести в исполнение немедленно.
27 октября 1937 года, в возрасте 48 лет, Сагита Сюленчея, как и других «султангалиевцев», расстреляли.

## Несостыковки в смерти
Дата смерти Сюнчелея в разных источниках указывалась по-разному. Например, биобиблиографический справочник «Писатели советского Татарстана» сообщает, что «С. Сюнчелей скончался 27 октября 1941 года». Исследователь его творчества З. Рамеев, основываясь на рассказах родных, утверждает, что Сагита расстреляли в 1938 году. В марте 1958 года брат Сагита Ш. Х. Сюнчелей написал запрос о судьбе арестованного. В ответ ему выдали «справку», где были сфальсифицированы и причина («скончался»), и год (месяц и число почему-то менять не стали), в которой была написана дата «27 октября 1941 года». Был реабилитирован посмертно в 1958 году.

## Память
Имя Сагита Сюнчелея вновь начинает упоминаться в печати лишь в конце 1950-х. В 1961 году вышел сборник его «Избранного» с предисловием Г. Халита.

## Произведения

### Поэзия
1. «Азан» (рус. «Призыв к молитве»)
2. «Тукай рухы» (рус. «Душа Тукая»)
3. «Вәхи. Коръән Пушкинчә» (рус. «Откровение. Коран следуя Пушкину»)
4. «Тәңремә» (рус. «Создателю»), 1910
5. «Коръән Шәрифкә» (рус. «Корану»), 1910
6. «Вәхи» (рус. Откровения), 1912
7. «Тукай хәтирәсе» (рус. «Память о Тукае»), 1913
8. «Дөньяда» (рус. «В мире»), 1915
9. «Ватан» (рус. «Отчизна»), 1916
10. «Ялгызлыкта» (рус. «В одиночестве»), 1918
11. «Восстание», 1919
12. «Завещание», 1919
13. «На войну», 1919
14. «Язгы уйлар» (рус. «Весенние размышления»), 1919
15. «Төш» (рус. «Сон»), 1922
16. «Васыйять» (рус. «Завещание»), 1922
17. «Ленин», 1924
18. «Ике матәм» (рус. «Две скорби»), 1924
19. «Мин киталмыйм» (рус. «Я не могу покинуть»), 1926

## Семья
- Брат — Шариф Сюнчелей (1885—1959), татарский учёный и педагог.